# Prix Trévarez
Le prix Trévarez est un prix littéraire breton créé en 1992, disparu en 1998.

## Histoire
En 1992, les responsables du domaine départemental de Trévarez, à Saint-Goazec, dans le Finistère, décident de créer un prix littéraire, point d'orgue du cinquième salon des romanciers bretons qui se tient entre ses murs depuis 1987. Le Prix Trévarez, d'une valeur de 10 000 francs, récompense un auteur originaire de Bretagne. Le prix est remis en pièces d'or. 
En 1998, le domaine de Trévarez décide de recentrer ses animations et renonce à accueillir le salon des romanciers bretons, déplacé sur Carhaix à l'occasion du Festival du Livre en Bretagne. Le prix Trévarez disparaît. En janvier 1999, la ville de Carhaix reprend le salon des romanciers bretons et crée un Prix du roman de la ville de Carhaix.

## Lauréats
- 1992 :
- 1993 :
- 1994 :
- 1995 : Louis Le Guillou
- 1996 : Jeanne Bluteau pour son roman Lévénez[1],[2].
- 1997 :
- 1998 :